# Клуазонізм
Клуазонізм — стиль постімпресіоністського живопису зі сміливими і пласкими формами, розділеними темними контурами. Термін був введений критиком Едуаром Дюжарденом у березні 1888 року. Художники Еміль Бернар, Луї Анкетен, Поль Ґоґен, Поль Серюзьє та інші почали малювати в цьому стилі наприкінці XIX століття.

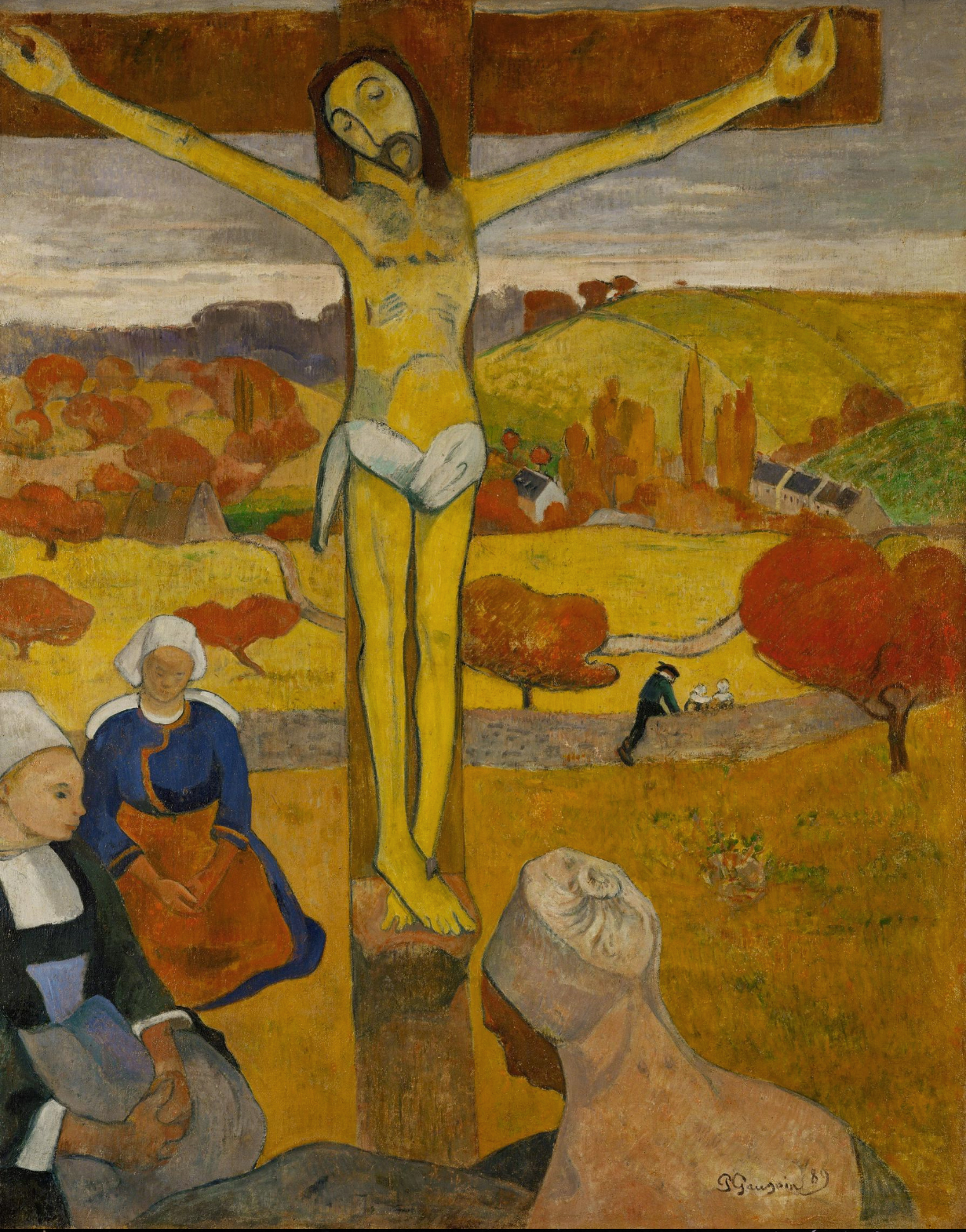
Поль Ґоґен, Жовтий Христос (Le Christ jaune), 1889, полотно, олія. Художня галерея Олбрайт-Нокс, Буффало, Нью-Йорк

У Жовтому Христосі (1889), який часто цитується як квінтесенція клуазоністського твору, Гоген зменшив зображення до ділянок одного кольору, розділених важкими чорними контурами. У таких роботах він приділяв мало уваги класичній перспективі та усував тонкі градації кольору — два найхарактерніших принципи живопису доби Ренесансу.
Клуазоністський поділ кольорів відображає вдячність за розривність, характерну для модернізму.

## Галерея

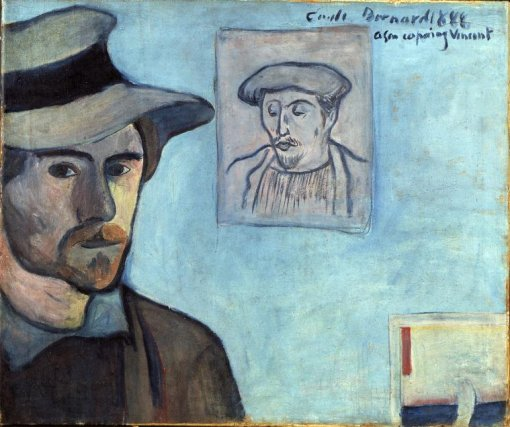
Автопортрет Еміля Бернара з портретом Гогена, присвячений Вінсенту Ван Гогу. Бернард, 1888 рік
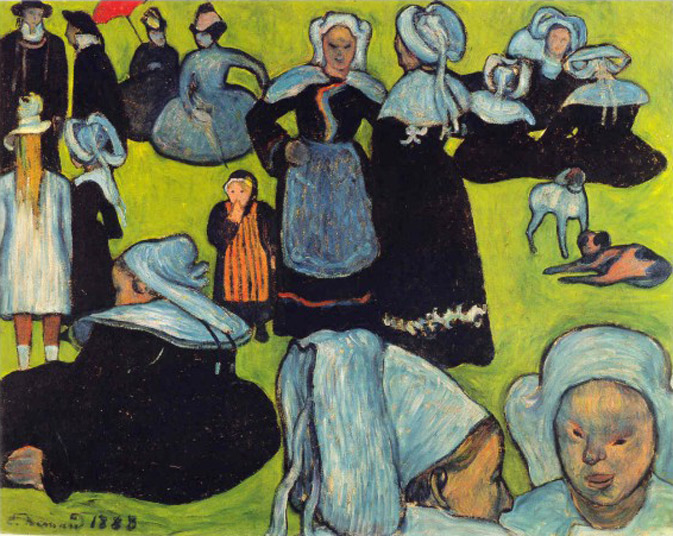
Еміль Бернар, Бретонські жінки на лузі , Серпень 1888 року.
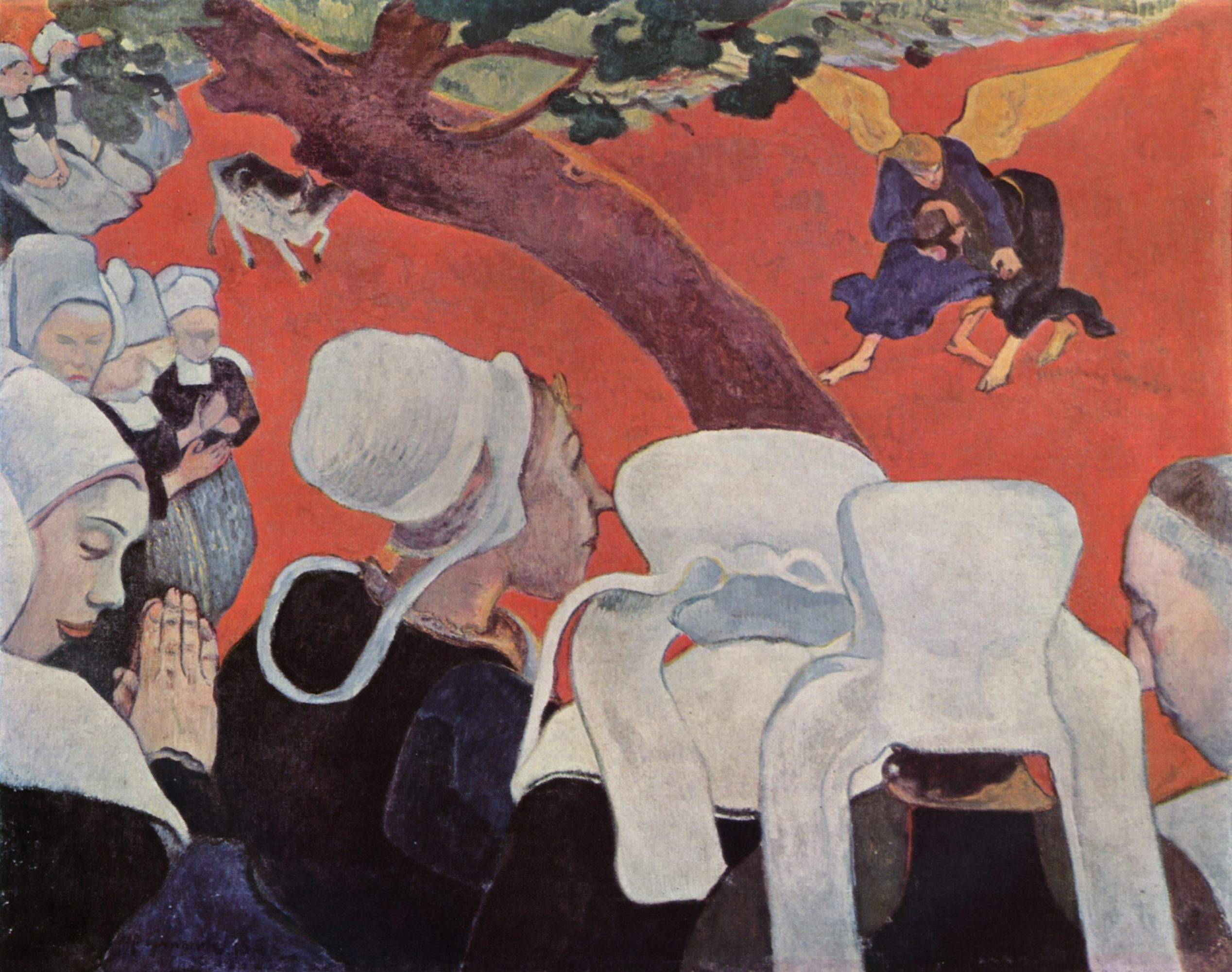
Поль Ґоґен, Бачення після проповіді[en] , 1888 рік.
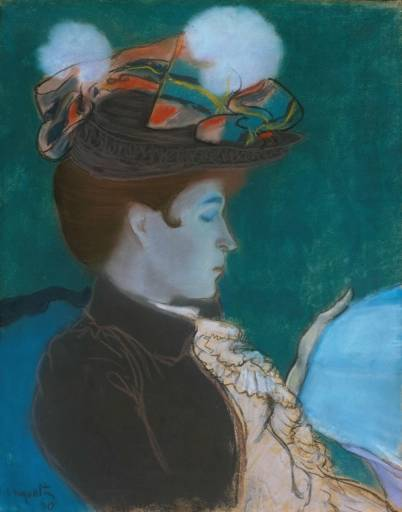
Луї Анкетен[en], «Читаюча жінка», 1890
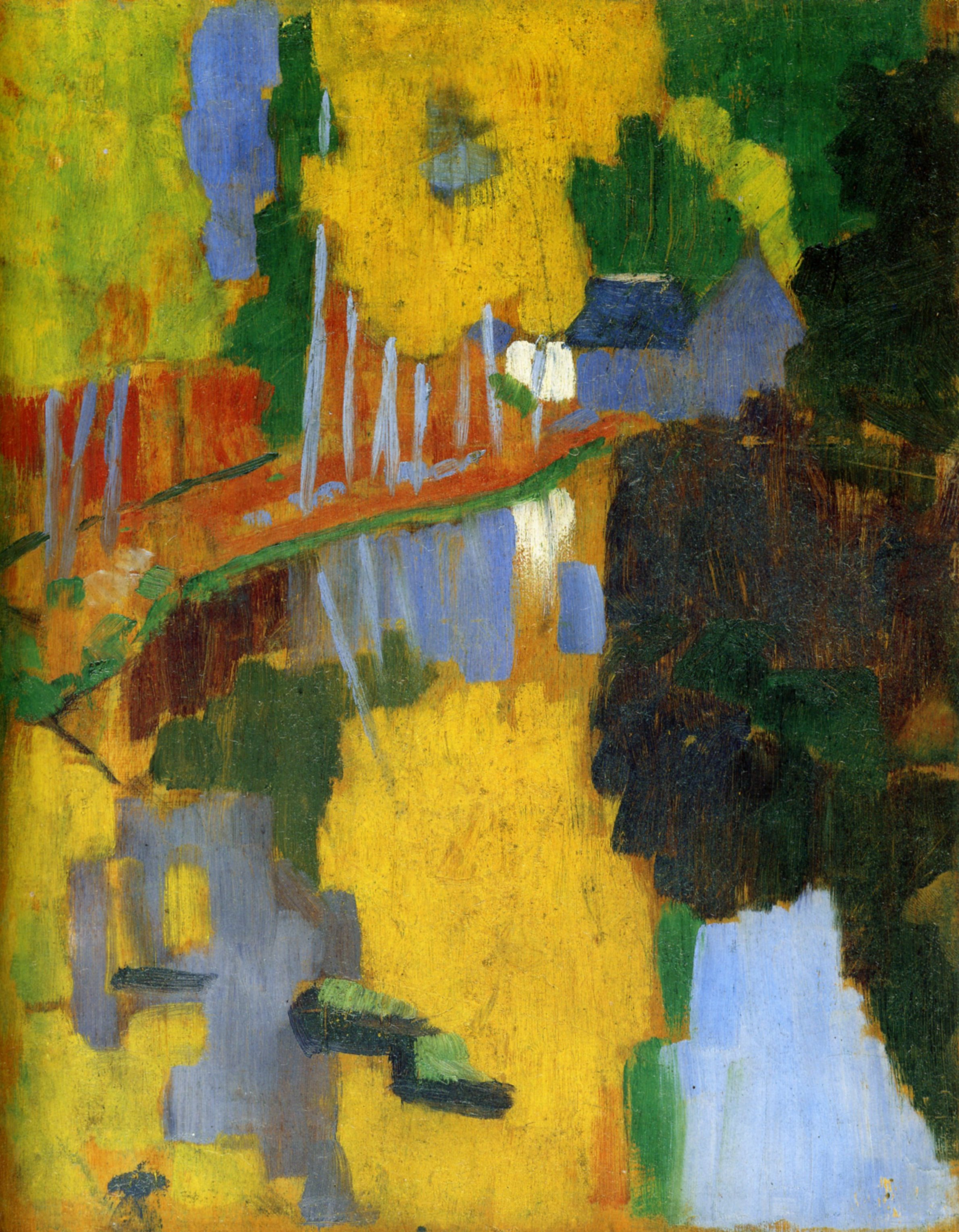
Поль Серюзьє[en], Талісман/Le Talisman, 1888, Музей д'Орсе, Париж